# Draginja Ružić
Draginja Ružić (Novi Bečej, 2 de octubre de 1834-Vukovar, 6 de septiembre de 1905) fue una actriz serbia y miembro del Teatro Nacional de Serbia. Se la considera la primera actriz profesional serbia.

## Biografía

### Primeros años
Draginja Popović nació en Vranjevo (actual Novi Bečej) el 2 de octubre de 1834. Era hija del sacerdote Luka Popović. Su educación se limitó a terminar la escuela primaria, pero obtuvo una buena enseñanza dentro de su familia y adquirió hábitos de trabajo de ellos.
Los siete hijos de Luka Popović. Además de Draginja, estos incluían a Ljubica Kolarović, Katarina Popović, Jelisaveta Dobrinović, Sofija Vujić, Laza y Paja Popović. Su familia constituyó durante algún tiempo casi la mitad del Teatro Nacional de Serbia y representó a un grupo poderoso y muy influyente en el establecimiento del Teatro Nacional.

### Carrera actoral
Ružić fue la primera hija de su familia en el teatro. En 1860, se trasladó a Rumania, y entró en el anfiteatro de allí. Actuó por primera vez el 17 de julio de 1860 en el papel de Vidosava en la tragedia de Jovan Sterija Popović, Ajduci. Se casó con el actor Dimitrij Ružić, con el que actuó en el mismo teatro.
Desde el 16 de julio de 1861 hasta el final de su carrera como actriz, Ružić fue miembro del Teatro Nacional de Serbia. Tuvo un descanso de 1963 a 1965 cuando, en protesta por el despido de Kolarović, abandonó el teatro junto con su esposo y sus hermanas Ljubica y Sofija. Durante ese tiempo, actuó en un teatro itinerante fundado por Kolarović, y juntos, de julio a octubre de 1863, organizó una serie de espectáculos. Después de eso, hasta 1865, actuó en el Teatro Nacional de Croacia. La segunda pausa fue entre 1872 y 1873, cuando actuó durante un breve período en el Teatro Nacional de Belgrado.
Interpretó diversos papeles de personajes sentimentales y dramáticos. Se cree que interpretó alrededor de 350 papeles.
Sólo celebró uno de sus aniversarios: el 25°, el 17 de abril de 1886. El príncipe montenegrino Nicolás Petrović-Njegoš le envió una corona de laurel de plata en esa ocasión. Se retiró inesperadamente, el 13 de agosto de 1898, a los 64 años y con una carrera de 38 años. Su último papel fue Jelisaveta en la pieza de Šiler Spletka i ljubav, interpretada el 27 de junio de 1898.

### Vida personal
Draginja se casó con su colega Dimitrij Ružić. Se casaron en el monasterio de Krušedol el 2 de febrero de 1862. Tuvieron dos hijos: Zorka y Timu.
Ružić murió el 6 de septiembre de 1905 en Vukovar a la edad de 71 años. Sus restos fueron trasladados más tarde a Novi Sad y enterrados en el cementerio de Almaš.